# Митрак, Александр Андреевич

Митрак А.- русинский писатель, фольклорист и этнограф. Мемориальная доска в г. Свалява Закарпатье.

Алекса́ндр Андре́евич Митра́к (укр. Олександер Андрійович Митрак); 16 октября 1837, с. Плоское, теперь Мукачевского района Закарпатской области Украина — 14 марта 1913, с. Росвигове, теперь в составе г. Мукачево) — активист национального, культурного и языкового возрождения в среде славянских народов, русинско - украинский писатель, поэт, фольклорист и этнограф. Священник.

## Биография
Карпаторусский «будитель». Жил и творил в Подкарпатской Руси.
Обучался в Ужгородской богословской семинарии. После её окончания в 1862 был священником у ряде сел Закарпатья. С 1864 начал печататься в местных печатных изданиях. Темой его стихов, очерков, статей были жизнь и быт верховинцев, закарпатских горцев, в том числе лемков, их обычаи и нравы.
Путешествия по Карпатам и Закарпатью А.Митрак изучал и собирал народные песни и легенды, часть из которых вошла в сборник Я. Головацкого «Народні пісні Галицької та Угорської Русі».
В 1881 составил и издал русско-мадьярский словарь. Мадьярско-русский словарь, подготовленный А.Митраком, был издан уже после его смерти в 1922.
В своих произведениях, в частности художественных, использовал язычие закарпатских лемков (лемаков). Кроме русинского языка писал на украинском языке.

## Отдельные произведения
- Дорожні враження на Верховині,
- Народне весілля у гірських русинів,
- Хмарно, темно…,
- Любіте наш народ,
- Добре тому багатому,
- Руський народ